# Leśna Podlaska (gromada)
Leśna Podlaska – dawna gromada, czyli najmniejsza jednostka podziału terytorialnego Polskiej Rzeczypospolitej Ludowej w latach 1954–1972.
Gromady, z gromadzkimi radami narodowymi (GRN) jako organami władzy najniższego stopnia na wsi, funkcjonowały od reformy reorganizującej administrację wiejską przeprowadzonej jesienią 1954 do momentu ich zniesienia z dniem 1 stycznia 1973, tym samym wypierając organizację gminną w latach 1954–1972.
Gromadę Leśna Podlaska z siedzibą GRN w Leśnej Podlaskiej utworzono – jako jedną z 8759 gromad na obszarze Polski – w powiecie bialskim w woj. lubelskim na mocy uchwały nr 5 WRN w Lublinie z dnia 5 października 1954. W skład jednostki weszły obszary dotychczasowych gromad Bordziłówka Nowa, Bordziłówka Stara, Bukowice wieś, Bukowice kol., Droblin, Klukowszczyzna, Mariampol i Nosów kol. ze zniesionej gminy Witulin oraz obszar dotychczasowej gromady Ludwinów ze zniesionej gminy Sitnik w tymże powiecie. Dla gromady ustalono 27 członków gromadzkiej rady narodowej.
1 stycznia 1956 do gromady Leśna Podlaska włączono wieś Nosów z gromady Wólka Nosowska w tymże powiecie.
1 stycznia 1960 do gromady Leśna Podlaska włączono wieś i kolonię Witulin oraz wieś i kolonię Jagodnica ze zniesionej gromady Witulin w tymże powiecie.
1 stycznia 1967 z gromady Leśna Podlaska włączono wieś Zaberbecze z gromady Sławacinek Nowy w tymże powiecie.
Gromada przetrwała do końca 1972 roku, czyli do kolejnej reformy gminnej. 1 stycznia 1973 w powiecie bialskim utworzono gminę Leśna Podlaska.